# Ушбулак (Алакольский район)
Ушбулак (каз. Үшбұлақ, до 1992 г. — Глиновка) — село в Алакольском районе Жетысуской области Казахстана. Административный центр Ушбулакского сельского округа. Код КАТО — 193473100.

## Население
В 1999 году население села составляло 1573 человека (800 мужчин и 773 женщины). По данным переписи 2009 года, в селе проживало 1011 человек (518 мужчин и 493 женщины).